# Żuromin (gemeente)
De gemeente Żuromin is een stad- en landgemeente in het Poolse woiwodschap Mazovië, in powiat Żuromiński.
De zetel van de gemeente is in Żuromin.
Op 30 juni 2004 telde de gemeente 14 369 inwoners.

## Oppervlakte gegevens
In 2002 bedroeg de totale oppervlakte van gemeente Żuromin 132,44 km², waarvan:
- agrarisch gebied: 84%
- bossen: 3%

De gemeente beslaat 16,45% van de totale oppervlakte van de powiat.

## Demografie
Stand op 30 juni 2004:
| Omschrijving                   | Totaal | Totaal | Vrouwen | Vrouwen | Mannen | Mannen |
| ------------------------------ | ------ | ------ | ------- | ------- | ------ | ------ |
| eenheid                        | aantal | %      | aantal  | %       | aantal | %      |
| inwoners                       | 14 369 | 100    | 7304    | 50,8    | 7065   | 49,2   |
| bevolkingsdichtheid (inw./km²) | 108,5  | 108,5  | 55,1    | 55,1    | 53,3   | 53,3   |

In 2002 bedroeg het gemiddelde inkomen per inwoner 1202,35 zł.

## Administratieve plaatsen (sołectwo)
Będzymin, Brudnice, Chamsk, Cierpigórz, Dąbrowa, Dąbrowice, Dębsk, Franciszkowo, Kliczewo Duże, Kliczewo Małe, Kosewo, Kruszewo, Młudzyn, Nowe Nadratowo-Stare Nadratowo, Olszewo, Poniatowo, Raczyny, Rozwozin, Rzężawy, Sadowo, Tadajówka, Wiadrowo, Wólka Kliczewska.

## Aangrenzende gemeenten
Bieżuń, Kuczbork-Osada, Lubowidz, Lutocin, Szreńsk